# Poledance

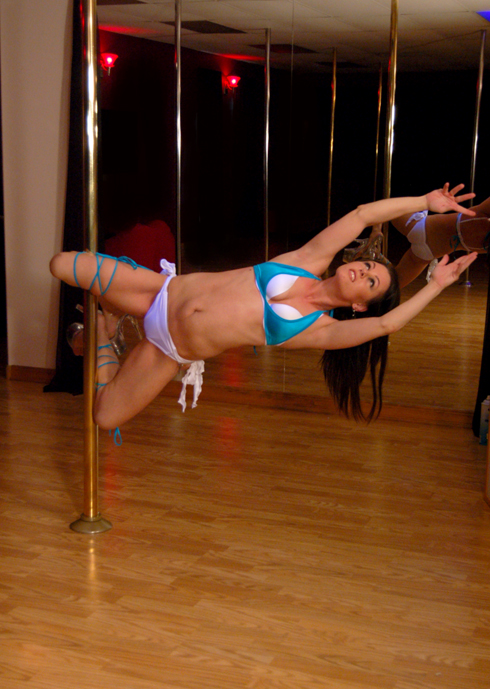
Uppvisning i stångdans.

Stångdans, påldans eller poledance (engelska: pole dance) är en dans, gymnastisk uppvisning eller träningsform där utövaren använder en stång (engelska: pole) som hjälpmedel. Stången är oftast vertikalt placerad och sträcker sig från tak till golv.
Ursprunget står dock att finna i akrobatikvarianten kinesisk påle, känd från kinesiska cirkusar. För att få bäst grepp om stången krävs hudkontakt och det är den främsta anledningen till att poledanceutövare oftast är lättklädda. Stångdans har också varit vanligt i samband med striptease på olika porrklubbar.
På senare år har stångdansen också kommit att utvecklas till en dansform hos dansföreningar och akrobatiksällskap där stången används på grund av sin krävande och graciösa teknik. Studiecirklar och kurser i stångdans anordnas i bland annat Sverige och flera studior där man kan träna poledance och andra aerialsporter har öppnat. Finländska Oona Kivelä vann vann 2011 Pole World Cup – VM i stångdans.

## Tävling
Sedan 2012 arrangeras det VM i Pole Sport, som är en underkategori till Poledance. Pole Sport är en bedömningssport och regelverket hanteras av International Pole Sports Federation (IPSF). I Sverige är det "Svenska Pole och Aerial Förbundet" som är knutet till IPSF och håller i de svenska mästerskapen i IPSF-associerade discipliner. Förbundet är inte medlem som specialidrottsförbund i Riksidrottsförbundet men har som långsiktigt mål att bli det.
I finland är det "Pole Sports Finland" som är knutet till IPSF.